# Ahasverus excisus
Ahasverus excisus es una especie de coleóptero de la familia Silvanidae.

## Distribución geográfica
Habita en América Central y Sudamérica.